# Maurilia elima
Maurilia elima är en fjärilsart som beskrevs av Swinhoe 1919. Maurilia elima ingår i släktet Maurilia och familjen trågspinnare. Inga underarter finns listade i Catalogue of Life.